# Норберт Кењвеш
Норберт Кењвеш (мађ. Könyves Norbert; Сента, 10. јун 1989) је мађарски фудбалски репрезентативац српског порекла, фудбалер ФК Пакш.
Рођен у Сенти, СР Србија, СФР Југославија, Кенивес је одрастао у Молу, одакле му је породица.

## Каријера

### Дебрецин
Дана 3. априла 2018. постигао је хет-трик против Будимпештанског Хонведа у четвртфиналу Купа Мађарске 2017/18. на стадиону Нађерде у Дебрецину, Мађарска.

### Репрезентација
За репрезентацију је дебитовао 11. октобра 2020. у утакмици Лиге нација против Србије и постигао једини гол на утакмици у победи у гостима од 1:0.

### Голови у репрезентацији
Ажурирано 11. октобар 2020 Мађарска резултат је наведен први, колона за резултат означава резултат након сваког гола Конивеса.
| Бр. | Датум             | Стадион                              | Гол | Противник | Резултат | Кр. Резултат | Такмичење                        |
| --- | ----------------- | ------------------------------------ | --- | --------- | -------- | ------------ | -------------------------------- |
| 1   | 11. октобар 2020. | Стадион Рајко Митић, Београд, Србија | 1   | Србија    | 1 : 0    | 1 : 0        | УЕФА Лига нација 2020/21. Лига Б |

## Успеси
МТК
- Куп Мађарске у фудбалу
  - финалиста: 2012

 Диошђер ВТК
- НБ II
  - шампион: 2022/23.